# Weinsäurediethylester
Weinsäurediethylester (Diethyltartrat, DET) ist eine organische Verbindung mit der Summenformel (HOCHCO2Et)2 (Et = Ethyl). DET ist chiral, es gibt drei Isomere:
- (R,R)–(+)-DET,
- (S,S)–(−)-DET und

- meso-DET.

## Verwendung
Hauptverwendungszweck ist die Katsuki-Sharpless-Epoxidierung, bei welcher die Enantioselektivität durch den Einsatz des (R,R)–(+)-DET oder (S,S)–(−)-DET gesteuert wird.
(+)-Diethyl-L-tartrat wird als chirales Hilfsmittel für die enantioselektive Oxidation von Sulfiden zu Sulfoxiden nach Sharpless und als chirales Hilfsmittel bei der enantioselektiven Synthese von Cyclopropanen aus Allylalkoholen durch eine asymmetrische Simmons-Smith-Reaktion verwendet. Es wird auch als chirales Reagenz in einer Vielzahl von chemischen Reaktionen verwendet, wie z. B. bei der Synthese von Isochinolinalkaloiden und Arundsäure, die in der akuten ischämischen Schlaganfalltherapie eingesetzt wurde.